# Michael Altenburg
Michael Altenburg (Alach, 1584 – Erfurt, 1640) è stato un compositore e teologo tedesco.
Abile compositore e teologo luterano, è noto come compositore di musica da camera sacra e composizioni strumentali da concerto.